# Roșiorii de Vede
Roșiorii de Vede (anche Roșiori de Vede, in passato Rușii de Vede) è un municipio della Romania di 31 255 abitanti, ubicato nel distretto di Teleorman, nella regione storica della Muntenia.

## Storia
Il primo insediamento umano di cui si abbia testimonianza è un castrum Romano del III secolo facente parte del cosiddetto Limes Transalutanus.
La prima testimonianza documentata della presenza della città appare nel diario di viaggio di due pellegrini tedeschi, Peter Spornau e Ulrich von Tennstöndt, del 1385, dove si parla di un trasferimento a Russenart, ovvero Rușii de Vede, mentre la forma completa Rușii de Vede appare per la prima volta in un documento emesso il 18 maggio 1526 dal Principe Radu de la Afumați.
La città fu per molto tempo capoluogo del distretto, tra il XIV secolo e il 1837, quando la capitale venne trasferita a Zimnicea.